# 530 v.Chr.
Het jaar 530 v.Chr. is een jaartal volgens de christelijke jaartelling.

## Gebeurtenissen

### Perzië
- Koning Cyrus II ("de Grote") sneuvelt tijdens een veldtocht tegen de Massageten in het tegenwoordige Afghanistan. Hij wordt opgevolgd door zijn zoon Cambyses II als heerser (sjah) van het Perzische Rijk.

### Griekenland
- Pisistratus, tiran van Athene, richt een bibliotheek op. (waarschijnlijke datum)[bron?]

## Geboren
- Aristides (530 v.Chr. - 468 v.Chr.), Atheens staatsman en veldheer
- Onomacritus (530 v.Chr. - 480 v.Chr.), Grieks samenvatter van orakels

## Overleden
- Cyrus II ("de Grote"), koning (sjah) van het Perzische Rijk